# 异鳞红景天
异鳞红景天（学名：Rhodiola smithii）是景天科红景天属的植物。分布于锡金以及中国大陆的西藏等地，多生在砂质草地、河滩砂砾地及石缝中，目前尚未由人工引种栽培。

## 别名
藏布红景天、史密红景天（植物分类学报增刊）